# Nas Ondas de Noronha
Nas Ondas de Noronha foi a primeira edição do reality show esportivo brasileiro Nas Ondas, apresentado pela Rede Globo, e que é exibido dentro do Esporte Espetacular (dentro programação do Verão Espetacular).
O programa, que tem elementos de campeonato de surf e de reality show foi gravado em dezembro de 2009, mas foi ao ar somente em 24 de Janeiro de 2010. O local escolhido foi Fernando de Noronha
O programa teve apresentação de Luciana Ávila, reportagens e narração de Clayton Conservani e reportagens de George Guilherme e Carol Barcellos. O carioca, e campeão brasileiro de surfe em 1989, Pedro Müller é o diretor técnico, foi o comentarista e responsável pela seleção dos candidatos do programa.
Nesta edição, as equipes foram formadas por três integrantes: 1 personalidade, 1 surfista profissional (homem) e 1 internautas.
A seleção dos internautas ocorreu da seguinte maneira: Os candidatos enviavam videos e eram pré-selecionados. Estes surfistas pré-selecionados foram separados em duas baterias. Em cada uma delas, três escolhidos fizeram um confronto direto. O resultado final foi determinado por votos de internautas.

## Participantes
- Artistas: Gabriel, o Pensador (músico), Kayky Brito (ator), Omar Docena (ator e modelo) e Paulo Vilhena (ator e modelo).
- Surfistas Profissionais: Fabio Nunes (Binho), Marcelo Trekinho, Danilo Grillo e Marcos Sifu.
- Internautas: Frank Cordeiro, Tiago Arraes, Marcos Monteiro e Allan de Souza.

## Provas
Fizeram-se presentes nesta edição: Competição de surfe, disputa gastronômica, na qual as equipes tinham que preparar pratos criativos em 40 minutos, quiz com perguntas relacionadas a Fernando de Noronha, ao esporte e a conhecimentos gerais e praticaram o Plana-Sub, um esporte criado dentro do arquipélago.

## Equipes
Nesta edição, a seleção dos integrantes de cada time foi feita aleatoriamente. Os participantes escolheram pequenas pranchas de papelão enterradas na areia, que continha, cada uma delas, o nome de um animal.
- Equipe "Tubarão" - Gabriel O Pensador, Danilo Grilo e Frank Cordeiro;
- Equipe "Golfinho" - Paulo Vilhena, Marcelo Trekinho e Alan de Souza;
- Equipe "Arraia" - Omar Docena, Marcos Sifu e Marcos Monteiro;
- Equipe "Barracuda" - Kayky Brito, Fabio Nunes (Binho) e Tiago Arraes.

## Equipe Vencedora
Os vencedores desta edição foram os integrantes da equipe "Barracuda", formada pelo surfista profissional Binho Nunes, o ator Kayky Brito e pelo internauta Tiago Arraes.